# بکموند
بکموند (به آلمانی: Bekmünde) یک شهر در آلمان است که در اشتاینبورگ (آلمان) واقع شده‌است. بکموند ۱۵۱ نفر جمعیت دارد.